# Сент Клер Шорс (Мичиген)
Сент Клер Шорс (енгл. St. Clair Shores) град је у америчкој савезној држави Мичиген. По попису становништва из 2010. у њему је живело 59.715 становника.

## Демографија
Према попису становништва из 2010. у граду је живело 59.715 становника, што је 3.381 (5,4%) становника мање него 2000. године.
| Група             | 2000.          | 2010.          |
| Белци             | 60.544 (96,0%) | 54.575 (91,4%) |
| Афроамериканци    | 435 (0,7%)     | 2.350 (3,9%)   |
| Азијати           | 531 (0,8%)     | 614 (1,0%)     |
| Хиспаноамериканци | 745 (1,2%)     | 1.040 (1,7%)   |
| Укупно            | 63.096         | 59.715         |